# Frontière entre la Chine continentale et Hong Kong
La frontière entre la Chine continentale et Hong Kong est une frontière administrative entre la région administrative spéciale de Hong Kong et le reste de la Chine dite « Chine continentale ». Cette frontière résulte de la colonisation de Hong Kong par les Britanniques et perdure à la suite de la rétrocession de la colonie en raison de la politique d'« Un pays, deux systèmes ».

## Tracé
La frontière est essentiellement maritime, passant dans la mer de Chine méridionale et le delta de la Rivière des Perles, à l'est, au sud et à l'ouest et partiellement terrestre au nord en épousant des éléments géographiques comme la rivière Shenzhen.
Différents points de passage existent, essentiellement vers la ville de Shenzhen au nord, y compris via le pont de la baie de Shenzhen, mais aussi vers l'ouest à travers l'estuaire de la rivière des Perles avec le pont Hong Kong-Zhuhai-Macao qui mène aux portes de Macao.

## Histoire
Avec la colonisation de l'île de Hong Kong par les Britanniques puis leur emprise sur les territoires adjacents, la frontière est repoussée au fil des ans vers le nord et l'ouest jusqu'à se stabiliser en 1898 à sa position actuelle avec la signature de la convention pour l'extension du territoire de Hong Kong.